# Hiromi Ōshima
Hiromi Oshima (大島 浩美, オオシマ・ヒロミ, Ōshima Hiromi, nacida el 6 de enero de 1980 en Tokio). Es una modelo erótica que en junio de 2004 se convirtió en la segunda mujer japonesa en ser Playmate de la revista Playboy.

## Biografía
Antes de coronarse Playmate, Oshima fue portada de la edición especial de Playboy: Exotic Beauties y apareció como modelo.

## Filmografía
- Playboy: The Ultimate Playmate Search (documentario) di Steve Silas (2003)
- Sexy Nude Coeds (documentario) di Bill Craig (2004)
- Playboy Video Playmate Calendar 2005 (documentario) di Scott Allen (2005)
- The Girls Next Door (serie TV, 1 episodio) (2008)
- Bachelor Party 2 - L'ultima tentazione (The Last Temptation) di James Ryan (2008)
- La coniglietta di casa (The House Bunny) di Fred Wolf (2008)
- Race to Witch Mountain di Andy Fickman (2009)